# Molvan
Molvan ili Molvar (mađ. Molvány) je selo u južnoj Mađarskoj.
Zauzima površinu od 13,76 km četvornih.

## Zemljopisni položaj
Nalazi se na 46° 2' sjeverne zemljopisne širine i 17° 45' istočne zemljopisne dužine. Pokloša je 4,5 km sjeverno, Bašalija je 5 km sjeveroistočno, kotarsko sjedište Siget je 2 km istočno-sjeveroistočno, Obolj je 2 km istočno, Várad je 5 km južno, Kistamási je 1,5 km jugozapadno, Nemeška je 1,5 km zapadno, Dopsa je 6 km zapadno, a Seđuđ je 1,5 km sjeverozapadno.

## Upravna organizacija
Upravno pripada Sigetskoj mikroregiji u Baranjskoj županiji. Poštanski broj je 7981. 

## Povijest
U povijesti se selo od 1360. spominje i kao Milvány i Milwan.

## Promet
100 m sjeverno od sela prolazi željeznička prometnica Velika Kaniža-Pečuh, ondje se nalazi i željeznička postaja Molvan.

## Stanovništvo
Molvan (Molvar) ima 231 stanovnika (2001.). 2/3 su Mađari, 1,8% je Nijemaca, a nepoznate nacionalnosti odnosno onih koji nisu željeli odgovoriti je preko trećine stanovništva. Trećina stanovnika su rimokatolici, kalvinista je 28%, a preko 30% je nepoznate vjeroispovijesti odnosno nisu željeli odgovoriti.

## Vanjske poveznice
- Molvan na fallingrain.com